# Casa Josep Antoni Nel·lo
La casa Josep Antoni Nel·lo, més coneguda a nivell local com casa Nel·lo, és una obra art déco de Tarragona protegida com a Bé Cultural d'Interès Local.

## Descripció
És un edifici d'habitatges en cantonada format per baixos, entresol i tres pisos, encarregat per Josep Antoni Nel·lo a l'arquitecte municipal Francesc Rosell i Uget. Francesc Rosell dissenyà al febrer de 1858 un edifici amb una decoració sòbria però elegant on s'han suprimit fins i tot les mènsules dels balcons. Ocupa una parcel·la molt regular que permet obrir dues obertures a la banda del carrer de la Unió i fins a vuit obertures a la Rambla Nova de Tarragona, totes amb balcó. En la manera de situar l'ornamentació de la façana, així com en la mida que es dona als balcons, es volia establir una ordenació jeràrquica de l'edifici. Amb aquest interès es van recalcar els extrems de la façana així com la part central amb la col·locació de plafons imitant pilastres. Així mateix, també es va recalcar la zona dels baixos i sobretot de l'entreplanta amb la col·locació dels mateixos plafons decoratius (imitant pilastres) a banda i banda de cadascuna de les obertures. Horitzontalment, a l'altura dels forjats (excepte del pis principal) hi ha una imposta amb una franja horitzontal que separa els pisos. El coronament és amb una cornisa amb ampit.
El sistema constructiu és maó i pedra arrebossada i pedra natural (marcs de les obertures i llosanes dels balcons). Cal destacar l'acurat treball del ferro forjat. Té interès la decoració de l'aparador dels baixos en la zona de l'eix amb la Rambla Nova per la seva disposició i tipus de decoració.
És un edifici emblemàtic ja que fou la primera edificació construïda a la Rambla Nova, just en l'eix d'Unió amb la zona portuària.

## Història
Aquest edifici destacava per la seva botiga d'estil "Art-Déco", ara desapareguda, amb decoració molt acurada a base de combinar l'aplacatge de marbre en peces llises i de mitja canya per remarcar els aparadors. Les lletres del rètol de llautó i el sistema de lones per tapar els aparadors eren els originals.
Sobre l'any 1980 es tancà la botiga; en aquella època també van fer-se grans reformes a l'interior de la resta de l'edifici per convertir-lo en oficines, encara que es va conservar i netejar tota la façana.